# Slowblow
Slowblow — исландский музыкальный дуэт, состоящий из Орри Йонссона и Дагура Кари Петурссона, образованного в начале 1990-х годов.
Их музыка — это эстетика самодельных, lo-fi[что?] аналоговых вокалистов[что?], которые часто проскальзывают в электронную и народную музыку. Они начали записываться в середине 1990-х годов и объединили несколько альбомов. Они создали саундтрек к успешному независимому исландскому фильму Ной — белая ворона, режиссёром которого был Дагур.
Они работали с другими исландскими исполнителями, такими как, например, бывший член группы Múm Kristín — Анна Валтисдоттир, которая исполнила роль вокалистки на одноименном альбоме группы 2004 год. Так же группа сотрудничала с Эмилианой Торрини. Они выпускали альбомы под лейблами Smekkleysa, Kitchen Motors и Mobile / Plug.
В 2009 году дуэт предоставил музыку фильму «Доброе сердце».

## Дискография

### Альбомы
- Quicksilver Tuna (1994), Sirkafúsk
- Fousque Fousque (1996), Sirkafúsk
- Nói Albínói (2004), Kitchen Motors
- Slowblow (2004), Mobile / Plug